# César Maturana
César Demóstenes Maturana García (Liborina, Antioquia; 13 de marzo de 1957-Medellín, Antioquia; 26 de febrero de 2018) fue un futbolista y director técnico de fútbol colombiano. Hermano del también director técnico Francisco Maturana.

## Biografía
César Maturana nació en Liborina el 13 de marzo de 1957, un pequeño municipio antioqueño en donde su familia se instaló cuatro años atrás procedente de Quibdó. No obstante, a los pocos meses se trasladó a vivir a Medellín. 

### Trayectoria como jugador
No abunda información sobre su carrera como futbolista. Aparte de su estreno en 1978 defendiendo la divisa de Independiente Santa Fe, no se cuentan con más datos que atestigüen su recorrido como jugador.   

### Inicios como entrenador
Su estreno en los banquillos coincidió con la llegada de su hermano a Atlético Nacional en 1987. De hecho, Pacho lo designó entrenador de las divisiones juveniles, cargo que ejerció hasta 1992. Durante su mando, la institución verdolaga ganó todos los torneos anuales de la categoría.
En 1994 fue asistente técnico del Deportivo Pereira. En mayo del año siguiente, cuando Pacho fue contratado como timonel de la selección nacional de Ecuador, decidió sumarse a su cuerpo técnico. De esta manera, Francisco y César encararon juntos la Copa América 1995.     

### Llegada a la Selección de Panamá
El 30 de octubre de 1995 fue oficializado como el nuevo entrenador de la selección nacional de Panamá. A su comando técnico incorporó al exjugador Armando Dely Valdés, quien fungió como uno de los asistentes junto al colombiano Óscar Aristizábal. Basado en un sistema de juego zonal y siendo enfático en la movilidad y agresividad, el seleccionado panameño avanzó por primera vez a una segunda fase de eliminatorias, tras eliminar a Belice por un marcador global de 6-2. Además, logró resultados positivos en amistosos contra las selecciones de Honduras, Guatemala y Jamaica. 
Sin embargo, el 7 de octubre de 1996 fue destituido de su cargo luego de empatar 1-1 como local frente a El Salvador, en su tercer partido de los cuadrangulares semifinales de la eliminatoria.

### Años posteriores
Luego de su experiencia en Panamá, Maturana regresó a Colombia y dirigió en la Primera B: al Bello FC en 1997 y a Atlético Córdoba en 1999, antes de partir a Arabia Saudita para dirigir al Ettifaq FC durante buena parte del año 2000.
De retorno nuevamente a su país en 2001, fungió como asistente técnico del Atlético Huila, función que también cumplió el año siguiente en Al-Hilal de Emiratos Árabes Unidos bajo la gestión de su hermano. Con este equipo conquistó la Recopa de Asia de Clubes. 
Durante el primer semestre del 2003, ejerció como asistente técnico del Atlético Bucaramanga. En noviembre del 2004 firmó contrato con el Mineros de Guayana, pero tras la prematura eliminación en la Copa Libertadores 2005, fue despedido. 
Desde 2006 hasta 2008 dirigió a un equipo juvenil de Miami y posteriormente, con la contratación de su hermano a la selección nacional de Trinidad y Tobago, se integró a su comando técnico. 
Sus últimos trabajos fueron como entrenador del Sucre FC en el segundo semestre del 2012, luego, en el Jaguares de Córdoba desde enero hasta marzo del 2013 y por último dirigió al equipo de su hermano Francisco Maturana FC en los torneos Difutbol de la Liga Antioqueña. Falleció en Medellín, el 26 de febrero de 2018 a los 60 años a causa de un infarto.

## Clubes

### Como jugador
| Club                   | País     | Año  |
| ---------------------- | -------- | ---- |
| Independiente Santa Fe | Colombia | 1978 |

### Como asistente
| Club                 | País              | Año         | Asistente De         |
| -------------------- | ----------------- | ----------- | -------------------- |
| Deportivo Pereira    | Colombia          | 1994        | Luis Fernando Suárez |
| Selección Absoluta   | Ecuador           | 1995        | Francisco Maturana   |
| Atlético Huila       | Colombia          | 2001        | Juan Eugenio Jiménez |
| Al-Hilal             | Arabia Saudita    | 2002        | Francisco Maturana   |
| Atlético Bucaramanga | Colombia          | 2003        | Juan Eugenio Jiménez |
| Selección Absoluta   | Trinidad y Tobago | 2008 - 2009 | Francisco Maturana   |

### Como entrenador
| Club                                    | País           | Año         |
| --------------------------------------- | -------------- | ----------- |
| Divisiones menores de Atlético Nacional | Colombia       | 1987 - 1992 |
| Selección Absoluta                      | Panamá         | 1995 - 1996 |
| Bello FC                                | Colombia       | 1997        |
| Atlético Córdoba                        | Colombia       | 1999        |
| Ettifaq                                 | Arabia Saudita | 2000        |
| Mineros de Guayana                      | Venezuela      | 2004 - 2005 |
| Divisiones menores Miami                | Estados Unidos | 2006 - 2008 |
| Sucre FC                                | Colombia       | 2012        |
| Jaguares de Córdoba                     | Colombia       | 2013        |